# Praslin (Seychellen)
Praslin is een eiland van de Seychellen. Met een oppervlakte van 38 km² is Praslin het op een na grootste eiland van de Seychellen, na Mahé. Het ligt zo'n 44 km ten noordoosten van dat eiland. Ontdekkingsreiziger Lazare Picault noemde het eiland in 1744 Isle de Palmes. In 1768 werd het Praslin gedoopt, ter ere van de Franse diplomaat César Gabriel de Choiseul, graaf van Praslin (Aube).
Op Praslin wonen ongeveer 6500 mensen. Er zijn twee administratieve districten: Baie Sainte Anne en Grand' Anse (Praslin). De belangrijkste nederzettingen zijn Baie Ste Anne, Anse Volbert en Grand' Anse. De inwoners leven hoofdzakelijk van het toerisme, visvangst en landbouw. Het is een toeristische bestemming met verschillende hotels en stranden, waaronder Anse Lazio en Anse Georgette. Er is een kleine luchthaven, Praslin Island Airport. Het eiland beschikt voorts over aanzienlijke stukken tropisch woud. Er is het natuurreservaat Vallée de Mai, alsook het Praslin National Park. Op Praslin leven verschillende soorten reptielen, vooral hagedissen. Voorbeelden zijn verschillende soorten uit het geslacht madagaskardaggekko's (Phelsuma) en de kameleon Archaius tigris. Op het eiland is ook een ondersoort van de boa constrictor te vinden; Boa constrictor orophias. Op het eiland komen verschillende soorten amfibieën voor, zoals de kikkers Sooglossus sechellensis en Tachycnemis seychellensis. Daarnaast leven er verschillende soorten wormsalamanders (Gymnophiona), het geslacht Praslinia is vernoemd naar het eiland.

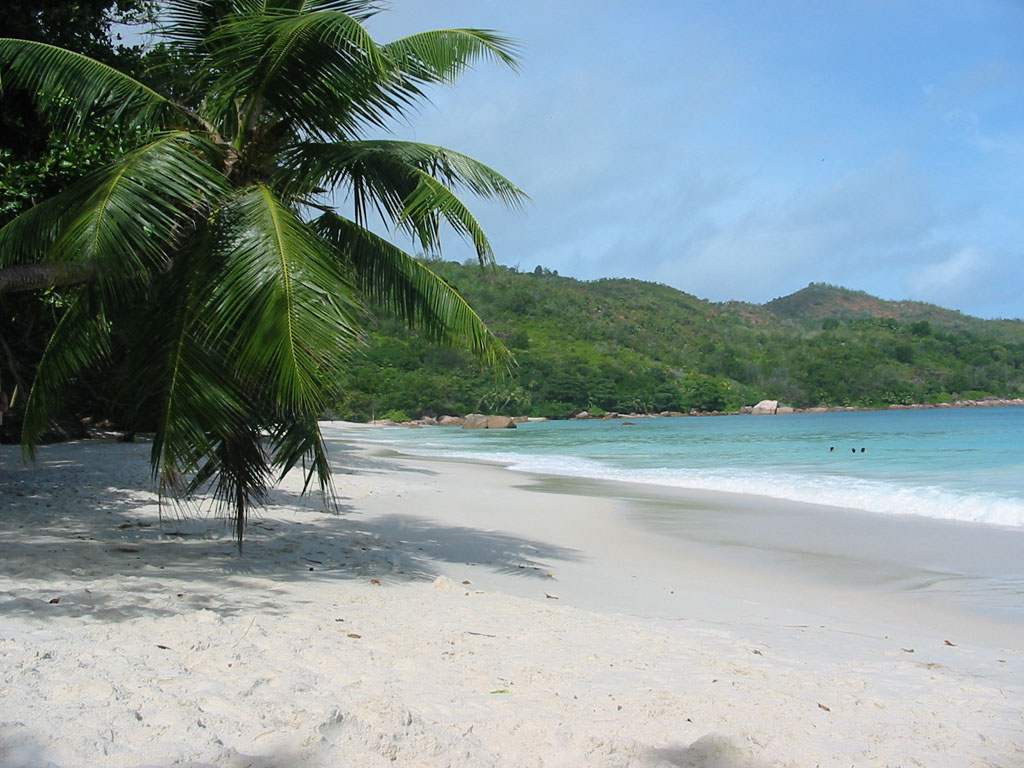
Anse Lazio
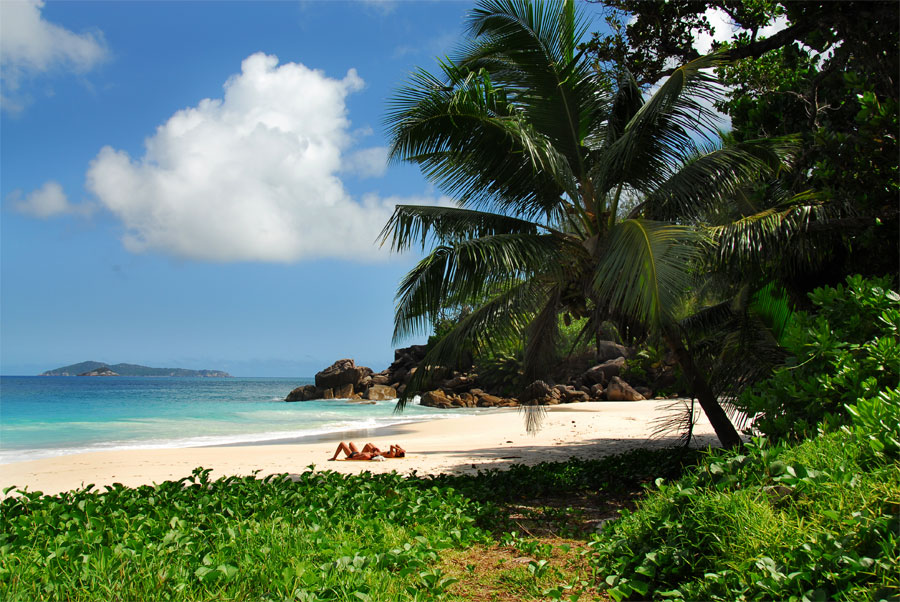
Anse Georgette
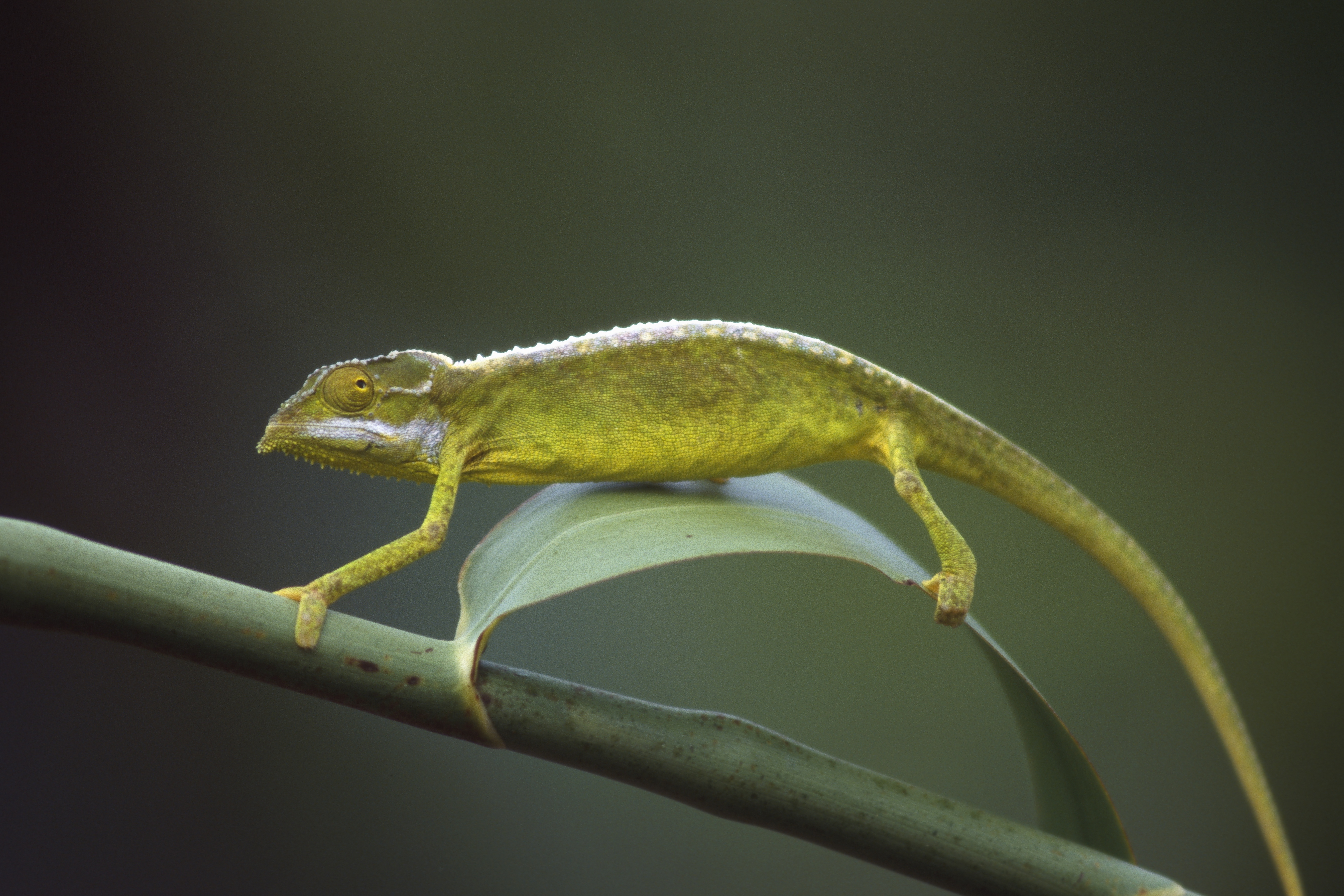
Archaius tigris op Praslin